# ربى السعدي
ربى السعدي (27 يوليو 1995 -)، ممثلة سورية من أصل فلسطيني.

## عن حياتها
هي ابنة الكاتب هاني السعدي وشقيقتها الممثلة روعة السعدي بدأت التمثيل وهي لم تتجاوز السادسة من عمرها في عام 2001 إلى حين توقفها عام 2010. لكنها عادت مرة أخرى للتمثيل في عام 2015.

## أعمالها

### مسلسلات
- (2001) سحر الشرق بدور "طفلة فتحية"
- (2002) أبناء القهر بدور "نهى"
- (2003) بقعة ضوء 3 بدور "رنيم"
- (2003) خط النهاية بدور "رولا"
- (2004) قتل الربيع بدور "ريم"
- (2004) هذا العالم بدور "فهيمة"
- (2004) صراع الأشاوس (مسلسل) بدور "لبانة"
- (2004) عصر الجنون بدور "نور"
- (2005) حاجز الصمت بدور "الطفلة مريم"
- (2005)  عصي الدمع بدور "هيام"
- (2005) خلف القضبان بدور "شمس"
- (2006) أعيدوا صباحي بدور "رنا"
- (2007)  عصرالجنون 2 بدور "نور"
- (2007) رسائل الحب والحرب بدور "سميرة"
- (2008)  صراع على الرمالبدور "نعمة"
- (2008)  الخط الأحمر بدور "مريم"
- (2009) سفر الحجارة بدور "لينا"
- (2010) السائرون نياما بدور "رقية"
- (2015) وعدتني يا رفيقي
- (2017) بقعة ضوء 13

### أفلام
- (2005) موكب الإباء (فيلم) بدور "رقية"

## روابط خارجية
- ربى السعدي على موقع قاعدة بيانات الأفلام العربية